# Juncosa
Juncosa – gmina w Hiszpanii, w prowincji Lleida, w Katalonii, o powierzchni 76,8 km². W 2011 roku gmina liczyła 458 mieszkańców.